# Клер, Владимир Онисимович
Владимир Онисимович Клер (3 марта 1878, Екатеринбург, Пермская губерния — 24 января 1958, Свердловск) — геолог, палеонтолог, биолог и географ.

## Биография
Родился 3 марта 1878 года в семье преподавателя французского языка в мужской гимназии, известного уральского краеведа О. Е. Клера. Окончил Женевский университет в Швейцарии (1901).
В 1908 в Симферополе служил хранителем естественно-исторического музея, затем в низовьях Дуная с 1908 по 1915 был смотрителем рыбоводства, с 1904 по 1908 преподавал в средних учебных заведениях Екатеринбурга, с 1915 по 1920 преподавал в Казанском университете. Владимир Онисимович преподавал в Уральском университете с 1920 по 1925, где с 1922 года являлся заведующим кафедрой, кабинетом и лабораторией зоологии. Также, с 1925 по 1930 был заведующим кафедрой зоологии и охотоведения Уральского Политехнического института, в 1927—1930 гг. — организатор и руководитель Уральской областной охотопромышленной биостанции. Клер Владимир Онисимович был заведующим кафедрой гистологии в Свердловском медицинском институте с 1931 по 1951.
Клер один из активных деятелей Уральского общества любителей естествознания. Он совершил путешествие по Южному Уралу, а именно по хребтам Ямантау, Зигальда, Таганай, Иремель и Юрма. Целью путешествия было изучение животного мира. В результате экспедиции Владимир Онисимович разработал подробные экскурсионные маршруты по Таганаю и Александровской сопке.
В 1911 был награжден большой золотой медалью международной промышленной выставки в Италии за экспозицию рыболовства Дуная. В 1945 награжден грамотой исполкома Свердловского областного Совета депутатов трудящихся как старейший краевед Урала.
Умер 24 января 1958 года в городе Свердловске. Похоронен на Ивановском кладбище Екатеринбурга.

## Научная деятельность
Изучал гидробиологию лиманов Южной Бессарабии, занимался искусственным разведением стерляди. Разработанный В. О. Клером метод определения возраста рыб по шлифам костей положен в основу современных методов определения возраста многих видов животных. Выявленные им новые свойства угля нашли применение в археологии и технологии углежжения.
Клер автор более 100 научных трудов. По инициативе и проектам В. О. Клера организованы Свердловский зоопарк и два областных питомника пушных зверей.

## Некоторые публикации
- Клер В. О. Систематический список кишечных паразитов птиц среднего и южного Урала. — Екатеринбург: тип. В. Н. Алексеева, П. Н. Галина и К°, 1910. — 16 с.
- Клер В. О. Материалы по гельминтологии из Орловской губернии. // Материалы к познанию природы Орловской губернии, № 1. — Киев : О-во для исследования природы Орловск. губ., 1911. — 24 с.
- Клер В. О. Рельеф дна лиманов Измаильского уезда и водная площадь их при низком уровне. — Екатеринбург: тип. п/ф. «В. Н. Алексеева, П. Н. Галина и К°», 1911. — 4 с.
- Клер В. О. Дунайская густера. — Санкт-Петербург: тип. М. Меркушева, 1912. — 10 с.
- Клер В. О. Лещ в придунайских пресных лиманах. — Кишинев: тип. Бессараб. губ. правл., 1912. — 8 с.
- Клер В. О. Об охоте на уток. — Санкт-Петербург: тип. М. Меркушева, 1912. — 5 с.
- Клер В. О. Очерк рыболовства и рыбоводства в пресных водах Венгрии. — Санкт-Петербург: типо-лит. М. П. Фроловой, 1912. — 18 с.
- Клер В. О. О строении косы, отделяющей от моря лиманы: Сасик, Шаганы, Алибей и Бурнас. — Одесса: Коммерч. тип. Б. Сапожникова, 1913. — 6 с.
- Клер В. О. Орудия лова и ловцы района применения Русско-Румынской рыболовной конвенции. — Петроград, 1915.
- Клер В. О. Новый прибор для измерения рыб. — Свердловск: тип. Гранит, 1926. — 8 с.
- Клер В. О. Шлифы костей, древесного угля и древесин. — Ленинград: Гос. уч.-практ. шк.-тип. им. тов. Алексеева, 1926. — 19 с.
- Клер В. О. Метод изодинамических плоскостей роста кости: К методике исследования периода роста. // Рус. зоолог. журн. 1927. Т. 8, № 4.
- Клер В. О., Кацнельсон З. С. Руководство к практическим занятиям по зоологии. Для студентов Лесопромышл. фак-та У.П.И. — Свердловск: Студенческое изд-во при Исполбюро Профсекции Уральск. политехнич. инст-та, стеклография Исполбюро профсекции Уральск. политехнич. инст-та, 1928. — 295 с.
- Клер В. О. Зоопарк в Свердловске. // Журнал «Уральский охотник», 1928, № 3.